# Ladislao Garai
Ladislao Garai (en húngaro: Garai László) (1410 – 1459), fue un noble húngaro del siglo XV, quien portó el título Nádor de Hungría (Palatino).

## Biografía
Ladislao era hijo de Nicolás Garai el joven, quien había sido nádor del reino entre 1366 y 1433, justo como lo fue su abuelo también llamado Nicolás Garai (1366 - 1434). Por otra parte, la madre de Ladislao Garai fue la condesa Ana de Celje, hermana de la reina consorte húngara Bárbara de Celje, esposa del rey Segismundo de Hungría.
Ladislao fue gobernador de Moeasia entre 1431 y 1446, e intervino en la política húngara desde 1440, luego del fallecimiento del rey Alberto de Hungría, esposo de su prima Isabel de Luxemburgo, la hija del rey Segismundo, cuando se llevó a cabo la coronación del recién nacido Ladislao V de Hungría el 15 de mayo de 1440. Para sorpresa de su prima la reina viuda, Ladislao no se presentó en la ceremonia y pronto, luego de haber caído prisionero tras un enfrentamiento contra un grupo de nobles encabezados por Nicolás Újlaki y Juan Hunyadi que deseaba traer a suelo húngaro al joven rey polaco Vladislao III Jagellón, para que ocupase el trono de Hungría, fue liberado. La situación crítica y la amenaza de los turcos solo se agravaría de estar gobernado el reino por un bebé y sus tutores, por esto una facción de la nobleza húngara deseaba que Vladislao reinase en lugar del hijo de Isabel. Dionisio Szécsi, primo por vía materna de Ladislao Garai, cedió ante estos nobles y en julio coronó al joven como Vladislao I de Hungría.
Tras la trágica muerte del rey Vladislao en la batalla de Varna en 1444, Ladislao Garai se acercó al partido de su prima (quien ya había muerto en 1442) y durante los conflictos sucesorios de la corona húngara, apoyó al joven rey Ladislao el Póstumo, portando el título de nádor del reino a partir de 1447. Tras el asesinato de Ulrico II de Celje en 1457, participó junto con el propio rey y el noble Nicolás Újlaki en la discusión de la sentencia a muerte del perpetrador Ladislao Hunyadi. 
Tras la muerte de Ladislao V, en orden de llenar el trono vacío, en 1458 tras un encuentro diplomático, realizó un acuerdo con la familia del ejecutado Ladislao Hunyadi, con su tío Miguel Szilágyi y con la viuda de Juan Hunyadi, Isabel Szilágyi en la ciudad de Szeged. Las partes decidieron que luego de la liberación de su imprisionamiento en Praga, el joven Matías Corvino, hermano menor de Ladislao Hunyadi sería coronado rey de Hungría y a cambio, el nuevo rey tomaría como esposa a Ana Garai, hija del noble, afirmando el apoyo de esta familia.
Sin embargo, el matrimonio no llegó a consumarse, puesto que Matías fue liberado solo bajo la condición de que tomaría como esposa a la hija del regente de Bohemia, Jorge de Poděbrady, la niña de 9 años Catalina Podiebrad. Luego de que el nuevo rey arribó a Hungría, pronto movió de su cargo a Garai, quien se alió con Miguel Szilágyi y Nicolás Újlaki, quienes también estaban decepcionados por la gestión de Matías y llamaron a los ejércitos del emperador germánico Federico III de Habsburgo, para que fuese coronado rey húngaro.
La confabulación posteriormente fue desarmada por Matías, pero esto no llegó a verlo Ladislao Garai, pues murió antes del enfrentamiento. Los demás nobles no fueron castigados, y la viuda de Garai firmó un tratado con el rey húngaro, donde ella y sus hijos podían conservar las propiedades familiares.